# Tour de Pologne 2014 – 2. etap
2. etap kolarskiego wyścigu Tour de Pologne 2014 odbył się 4 sierpnia. Start etapu miał miejsce przy lodowisku Tor-Tor w Toruniu, zaś meta przy Teatrze Wielkim w Warszawie. Etap liczył 226 kilometrów.

## Premie
Na 2. etapie były następujące premie:
| Rodzaj | Rodzaj | Miejscowość  | Kilometry (od startu) | Kilometry (do mety) |
| ------ | ------ | ------------ | --------------------- | ------------------- |
|        | Lotna  | Kampinos     | 169,1 km              | 56,9 km             |
|        | Lotna  | Stare Babice | 196,3 km              | 29,7 km             |

### Wyniki
| Lotna – Kampinos |                          |        |        |
| Miejsce          | Zawodnik                 | Zespół | Punkty |
| 1.               | Petr Vakoč               | OPQ    | 3      |
| 2.               | Bartłomiej Matysiak      | CCC    | 2      |
| 3.               | Przemysław Kasperkiewicz | POL    | 1      |

| Lotna – Stare Babice |                          |        |        |
| Miejsce              | Zawodnik                 | Zespół | Punkty |
| 1.                   | Petr Vakoč               | OPQ    | 3      |
| 2.                   | Bartłomiej Matysiak      | CCC    | 2      |
| 3.                   | Przemysław Kasperkiewicz | POL    | 1      |

## Wyniki etapu
| Miejsce | Zawodnik             | Państwo           | Zespół                               | Czas       | Bon.  | Pkt. |
| ------- | -------------------- | ----------------- | ------------------------------------ | ---------- | ----- | ---- |
| 1.      | Petr Vakoč           | Czechy            | Omega Pharma-Quick-Step Cycling Team | 5h 23' 54" | –16 s | 20   |
| 2.      | Michael Matthews     | Australia         | Orica GreenEdge                      | +21"       | –6 s  | 19   |
| 3.      | Boris Vallée         | Belgia            | Lotto-Belisol                        | +21"       | –4 s  | 18   |
| 4.      | Ramon Sinkeldam      | Holandia          | Team Giant-Shimano                   | +21"       | —     | 17   |
| 5.      | Jauhienij Hutarowicz | Białoruś          | Ag2r-La Mondiale                     | +21"       | —     | 16   |
| 6.      | Nikolas Maes         | Belgia            | Omega Pharma-Quick-Step Cycling Team | +21"       | —     | 15   |
| 7.      | Marco Haller         | Austria           | Team Katusha                         | +21"       | —     | 14   |
| 8.      | Guillaume Boivin     | Kanada            | Cannondale Pro Cycling               | +21"       | —     | 13   |
| 9.      | Luka Mezgec          | Słowenia          | Team Giant-Shimano                   | +21"       | —     | 12   |
| 10.     | Tyler Farrar         | Stany Zjednoczone | Garmin-Sharp                         | +21"       | —     | 11   |
| 11.     | Roman Majkin         | Rosja             | Team RusVelo                         | +21"       | —     | 10   |
| 12.     | Fábio Silvestre      | Portugalia        | Trek Factory Racing                  | +21"       | —     | 9    |
| 13.     | Manuele Mori         | Włochy            | Lampre-Merida                        | +21"       | —     | 8    |
| 14.     | Grzegorz Stępniak    | Polska            | CCC Polsat Polkowice                 | +21"       | —     | 7    |
| 15.     | Damiano Caruso       | Włochy            | Cannondale Pro Cycling               | +21"       | —     | 6    |
| 16.     | Steve Morabito       | Szwajcaria        | BMC Racing Team                      | +21"       | —     | 5    |
| 17.     | Davide Formolo       | Włochy            | Cannondale Pro Cycling               | +21"       | —     | 4    |
| 18.     | Kamil Zieliński      | Polska            | Reprezentacja Polski                 | +21"       | —     | 3    |
| 19.     | Georg Preidler       | Austria           | Team Giant-Shimano                   | +21"       | —     | 2    |
| 20.     | Edvald Boasson Hagen | Norwegia          | Team Sky                             | +21"       | —     | 1    |
| 21.     | Enrico Gasparotto    | Włochy            | Astana Pro Team                      | +21"       | —     | —    |
| 22.     | Juan José Lobato     | Hiszpania         | Movistar Team                        | +21"       | —     | —    |
| 23.     | Timofiej Krickij     | Rosja             | Team RusVelo                         | +21"       | —     | —    |
| 24.     | Jarosław Popowycz    | Ukraina           | Trek Factory Racing                  | +21"       | —     | —    |
| 25.     | Alexandre Geniez     | Francja           | FDJ.fr                               | +21"       | —     | —    |
| 26.     | Paweł Poljański      | Polska            | Tinkoff-Saxo                         | +21"       | —     | —    |
| 27.     | Rafał Majka          | Polska            | Tinkoff-Saxo                         | +21"       | —     | —    |
| 28.     | Peter Velits         | Słowacja          | BMC Racing Team                      | +21"       | —     | —    |
| 29.     | Dominik Nerz         | Niemcy            | BMC Racing Team                      | +21"       | —     | —    |
| 30.     | Davide Villella      | Włochy            | Cannondale Pro Cycling               | +21"       | —     | —    |

## Klasyfikacje po 2. etapie

### Klasyfikacja generalna
| Miejsce | Zawodnik             | Państwo  | Zespół                               | Czas        |
| ------- | -------------------- | -------- | ------------------------------------ | ----------- |
|         | Petr Vakoč           | Czechy   | Omega Pharma-Quick-Step Cycling Team | 11h 11' 28" |
| 2.      | Jauhienij Hutarowicz | Białoruś | Ag2r-La Mondiale                     | +27"        |
| 3.      | Roman Majkin         | Rosja    | Team RusVelo                         | +31"        |
| 4.      | Boris Vallée         | Belgia   | Lotto-Belisol                        | +33"        |
| 5.      | Manuele Mori         | Włochy   | Lampre-Merida                        | +33"        |
| 6.      | Maciej Paterski      | Polska   | CCC Polsat Polkowice                 | +35"        |
| 7.      | Matthias Krizek      | Austria  | Cannondale Pro Cycling               | +35"        |
| 8.      | Nikolas Maes         | Belgia   | Omega Pharma-Quick-Step Cycling Team | +37"        |
| 9.      | Marco Haller         | Austria  | Team Katusha                         | +37"        |
| 10.     | Guillaume Boivin     | Kanada   | Cannondale Pro Cycling               | +37"        |
| 11.     | Grzegorz Stępniak    | Polska   | CCC Polsat Polkowice                 | +37"        |
| 12.     | Davide Formolo       | Włochy   | Cannondale Pro Cycling               | +37"        |
| 13.     | Enrico Gasparotto    | Włochy   | Astana Pro Team                      | +37"        |
| 14.     | Ramon Sinkeldam      | Holandia | Team Giant-Shimano                   | +37"        |
| 15.     | Timofiej Krickij     | Rosja    | Team RusVelo                         | +37"        |
| 16.     | Paweł Poljański      | Polska   | Tinkoff-Saxo                         | +37"        |
| 17.     | Dominik Nerz         | Niemcy   | BMC Racing Team                      | +37"        |
| 18.     | Gianluca Brambilla   | Włochy   | Omega Pharma-Quick-Step Cycling Team | +37"        |
| 19.     | Rafał Majka          | Polska   | Tinkoff-Saxo                         | +37"        |
| 20.     | Giampaolo Caruso     | Włochy   | Team Katusha                         | +37"        |

### Klasyfikacja punktowa
| Miejsce | Zawodnik             | Państwo   | Zespół                               | Punkty  |
| ------- | -------------------- | --------- | ------------------------------------ | ------- |
|         | Jauhienij Hutarowicz | Białoruś  | Ag2r-La Mondiale                     | 36 pkt. |
| 2.      | Boris Vallée         | Belgia    | Lotto-Belisol                        | 32 pkt. |
| 3.      | Nikolas Maes         | Belgia    | Omega Pharma-Quick-Step Cycling Team | 30 pkt. |
| 4.      | Marco Haller         | Austria   | Team Katusha                         | 30 pkt. |
| 5.      | Guillaume Boivin     | Kanada    | Cannondale Pro Cycling               | 30 pkt. |
| 6.      | Roman Majkin         | Rosja     | Team RusVelo                         | 29 pkt. |
| 7.      | Manuele Mori         | Włochy    | Lampre-Merida                        | 26 pkt. |
| 8.      | Petr Vakoč           | Czechy    | Omega Pharma-Quick-Step Cycling Team | 20 pkt. |
| 9.      | Michael Matthews     | Australia | Orica GreenEdge                      | 19 pkt. |
| 10.     | Grzegorz Stępniak    | Polska    | CCC Polsat Polkowice                 | 17 pkt. |

### Klasyfikacja górska
| Miejsce | Zawodnik         | Państwo | Zespół                 | Punkty |
| ------- | ---------------- | ------- | ---------------------- | ------ |
|         | Maciej Paterski  | Polska  | CCC Polsat Polkowice   | 3 pkt. |
| 2.      | Jimmy Engoulvent | Francja | Team Europcar          | 2 pkt. |
| 3.      | Matthias Krizek  | Austria | Cannondale Pro Cycling | 1 pkt. |

### Klasyfikacja najaktywniejszych
| Miejsce | Zawodnik                | Państwo | Zespół                               | Punkty |
| ------- | ----------------------- | ------- | ------------------------------------ | ------ |
|         | Petr Vakoč              | Czechy  | Omega Pharma-Quick-Step Cycling Team | 6 pkt. |
| 2.      | Jimmy Engoulvent        | Francja | Team Europcar                        | 4 pkt. |
| 3.      | Kamil Gradek            | Polska  | Reprezentacja Polski                 | 4 pkt. |
| 4.      | Bartłomiej Matysiak     | Polska  | CCC Polsat Polkowice                 | 4 pkt. |
| 5.      | Maciej Paterski         | Polska  | CCC Polsat Polkowice                 | 2 pkt. |
| 6.      | Matthias Krizek         | Austria | Cannondale Pro Cycling               | 2 pkt. |
| 7.      | Przemysław Kasperkiewcz | Polska  | Reprezentacja Polski                 | 2 pkt. |

### Klasyfikacja drużynowa
| Miejsce | Zespół                               | Państwo           | Czas        |
| ------- | ------------------------------------ | ----------------- | ----------- |
| 1.      | Omega Pharma-Quick-Step Cycling Team | Belgia            | 33h 35' 54" |
| 2.      | Team RusVelo                         | Rosja             | +21"        |
| 3.      | Team Giant-Shimano                   | Holandia          | +21"        |
| 4.      | Cannondale Pro Cycling               | Włochy            | +21"        |
| 5.      | Lampre-Merida                        | Włochy            | +21"        |
| 6.      | BMC Racing Team                      | Stany Zjednoczone | +21"        |
| 7.      | CCC Polsat Polkowice                 | Polska            | +21"        |
| 8.      | Ag2r-La Mondiale                     | Francja           | +21"        |
| 9.      | Tinkoff-Saxo                         | Rosja             | +21"        |
| 10.     | Belkin Pro Cycling Team              | Holandia          | +21"        |